# Polesine Zibello
Polesine Zibello (Pülésan Zibèl in dialetto parmigiano) è un comune italiano sparso di 3 092 abitanti nella provincia di Parma in Emilia-Romagna.
La sede comunale è presso la frazione di Zibello. È il comune della bassa parmense più distante da Parma, situato al confine con la provincia cremonese.

## Geografia fisica
Il comune è posto ad un'altitudine di circa 35 m s.l.m., con un territorio pianeggiante. Confina a nord, segnando il confine tra Lombardia e Emilia-Romagna dal Po, con Stagno Lombardo, Pieve d'Olmi e San Daniele Po (Lombardia); ad est con Roccabianca; a sud confina con Soragna e Busseto e a ovest con il comune di Villanova sull'Arda. Il comune si estende per 48 km².
I tre paesi maggiori del comune, ossia i capoluoghi dei comuni soppressi di Polesine Parmense e Zibello e la frazione di Pieveottoville, sono collegati tra di loro dalla Strada Provinciale 10.

## Storia
Il comune è stato istituito il 1º gennaio 2016 per fusione dei comuni di Polesine Parmense e Zibello, in seguito a un referendum tenutosi l'11 ottobre del 2015, nel quale il 51% votò "sì" alla proposta di fusione dei due comuni della Bassa in uno solo.

### Simboli
Il gonfalone è un drappo di bianco con la bordatura di rosso.

## Monumenti e luoghi d'interesse

### Architetture religiose
Al centro di Zibello sorge la chiesa dei Santi Gervasio e Protasio, costruita a partire nel XVI secolo in stile tardo-gotico e consacrata nel 1620. Un altro edificio religioso è la chiesetta della Beata Vergine delle Grazie, edificata probabilmente nel XIV secolo in stile gotico. Il convento dei Domenicani, innalzato fra il 1494 e il 1510, è un ampio edificio che conserva un chiostro con affreschi nelle lunette. Oggi il convento è sede di una scuola, del museo della Civiltà Contadina "Giuseppe Riccardi" e del museo "Il cinematografo".
A Polesine Parmense è situata la chiesa dei Santi Vito e Modesto, edificata in stile barocco tra il 1720 e il 1724; al suo interno conserva varie opere di pregio, tra cui il pulpito ligneo tardo-rinascimentale, alcuni dipinti settecenteschi, il fonte battesimale cinquecentesco e l'organo Cavalli del 1882. Nelle vicinanze dell'Antica Corte Pallavicina sorge inoltre la neoclassica chiesa della Beata Vergine di Loreto, costruita nel 1846 per accogliere un'antica e venerata immagine ad affresco della Beata Vergine di Loreto; il tempio è arricchito da due porticati neogotici, eretti nel 1920 ai lati del sagrato, e dal campanile in laterizio, che costituisce una riproduzione in scala ridotta del torrazzo di Cremona.
A Pieveottoville sorge la collegiata di San Giovanni Battista, costruita in origine nell'XI secolo ma ristrutturata a più riprese in stile barocco e neoclassico; al suo interno sono presenti varie opere d'arte, tra cui affreschi di Giuseppe Moroni e Girolamo Magnani e un organo Serassi del 1790.
A Vidalenzo troviamo la chiesa parrocchiale di San Cristoforo, rifatta in stile barocco nel XVIII secolo.

### Architetture civili
Il Palazzo Pallavicino è situato a Zibello ed è imponente edificio realizzato in stile gotico tra la seconda metà del XV secolo e l'inizio del XVI. Caratterizzato da un lungo porticato ad archi a sesto acuto, al suo interno sorge anche il piccolo Teatro Pallavicino, realizzato all'inizio del XIX secolo.
Vicino al Po, nei pressi di Polesine Parmense, si trova l'Antica Corte Pallavicina, castello costruito nel XV secolo dai marchesi Pallavicino e trasformato nel XIX secolo in azienda agricola privata.

## Società

### Evoluzione demografica
I dati sono ottenuti sommando le popolazioni dei comuni originari.
Abitanti censiti

## Cultura

### Musica
Il territorio ha dato i natali al tenore ed interprete verdiano Carlo Bergonzi, al compositore e direttore d'orchestra Emanuele Muzio e al compositore Angelo Frondoni. A Zibello si trova la Corale "Emanuele Muzio". Storicamente nella frazione pievana esisteva una scuola di musica e una banda musicale, fondata intorno al 1860 e dismessa negli anni 1960.

## Amministrazione
| Periodo          | Periodo         | Primo cittadino         | Partito                                                                                     | Carica      | Note          |
| ---------------- | --------------- | ----------------------- | ------------------------------------------------------------------------------------------- | ----------- | ------------- |
| 6 giugno 2016    | 23 ottobre 2018 | Andrea Censi            | lista civica Il domani è per tutti! - Partito Democratico                                   | Sindaco     | [ 13 ] [ 14 ] |
| 27 novembre 2018 | 27 maggio 2019  | Alessandro Maria Baroni |                                                                                             | Comm. pref. | [ 15 ]        |
| 27 maggio 2019   | 10 giugno 2024  | Massimo Spigaroli       | lista civica Radici & Futuro - centro-destra, Forza Italia, Fratelli d'Italia-AN Casa Pound | Sindaco     | [ 14 ]        |
| 10 giugno 2024   | in carica       | Massimo Spigaroli       | lista civica Radici & Futuro - centro e moderati                                            | Sindaco     | [ 14 ]        |